# Joseph Bogen
Joseph E. Bogen (* 13. Juli 1926 in Cincinnati, Ohio; † 22. April 2005) war ein US-amerikanischer Neurophysiologe und Neurochirurg.
Bogen arbeitete zusammen mit Roger Sperry in der Split-Brain-Forschung und war spezialisiert in der Erforschung des Bewusstseins.
Er war Professor für Neurochirurgie an der University of Southern California, Adjunct Professor für Psychologie an der University of California, Los Angeles, (UCLA) und Visiting Professor am California Institute of Technology (Caltech).